# Mix It Up
「Mix it Up」（ミックス・イット・アップ）はDragon Ash通算6枚目の配信シングル。2017年2月21日にMOB SQUADから配信された。

## 概要
デビュー20周年当日に配信リリースされた。2017年5月26日にデビュー15周年で初出演した「ミュージックステーション」で披露された。

## 収録曲
作詞：Kj　作曲・編曲：Dragon Ash
1. Mix it Up